# Малката вихрушка
„Малката вихрушка“ (на английски: The Little Whirlwind) е американски анимационен филм от 1941 г.

## Синхронен дублаж
| Роля      | Изпълнител        |
| --------- | ----------------- |
| Мики Маус | Теодор Койчинов   |
| Мини Маус | Богдана Трифонова |

### Българска версия
| Обработка                       | Александра Аудио                            |
| ------------------------------- | ------------------------------------------- |
| Режисьор на дублажа             | Десислава Софранова                         |
| Превод                          | Милена Кекеманова                           |
| Тонрежисьор                     | Петър Костов                                |
| Творчески ръководител           | Венета Янкова                               |
| Продуцент на българската версия | Disney Character Voices International, Inc. |